# Issigau (Meteorit)
Koordinaten: 50° 4′ 0″ N, 11° 7′ 0″ O
Der Meteorit Issigau mit einem Gewicht von 136,4 Kilogramm und der Größe von 60 cm × 35 cm × 21 Zentimeter ist der zweitgrößte Meteorit, der bisher in Deutschland gefunden worden ist. „Issigau“ wurde am 4. April 2020 in der Gemeinde Issigau im Ortsteil Reitzenstein in Oberfranken bei Erdarbeiten gefunden.

## Merkmale
„Issigau“ ist etwa 4,6 Milliarden Jahre alt und stammt aus dem Asteroidengürtel zwischen Mars und Jupiter. Eine Materialprobe von 520 mg Bohrspänen wurde zur Klassifizierung an der Universität Brüssel durch Massenspektrometrie mit induktiv gekoppeltem Plasma mit Eichung durch Standard-Eisenmeteorite analysiert. Das Fundstück besteht vorwiegend aus Eisen und Nickel, nach der starken Oberflächenverwitterung ist der Meteorit schon vor Tausenden von Jahren auf die Erde gefallen. Der Metall-Meteorit vom Typ IIIAB hat einen Anteil von 8,89 % Nickel, 0,632 % Cobalt, 0,383 % Schwefel und 0,079 % Phosphorit der Widmanstättenschen Struktur eines mittleren Oktaedriten. Bei der Untersuchung wurden die chemischen Elemente Kupfer 139,9 ppm, Chrom 44,91 ppm, Iridium 20,14 ppm, Gallium 16,78 ppm, Germanium 16,60 ppm, Molybdän 5,11 ppm, Arsen 2,76 ppm, Palladium 0,34 ppm, Antimon 0,024 ppm, Wolfram 1,10 ppm und Gold 0,3 ppm detektiert. Die Untersuchung von weiteren 270 mg Bohrspänen an der Universität Wien soll das terrestrische Alter des Eisenmeteoriten durch eine C14/Be10-Messung ermitteln.

## Medienpräsenz und Ausstellung
Der „Issigau“ wurde vom Ende Oktober 2024 erstmals der Öffentlichkeit auf der Munich Show 2024 in der Sonderschau „The Impossible Crystal“ nach Präsentationen in früheren Jahren der Blaubeuren-, Elmshorn-, Machtenstein-, Neuschwanstein-, Renchen- und Stubenberg-Meteoriten öffentlich ausgestellt. Seit Februar 2025 bis zum 30. Juni 2025 ist der Meteorit in der Raumfahrt-Ausstellung des Deutschen Museum zu besichtigen. In den regionalen und überregionalen Medien wird Issigau als „der größte und schwerste jemals in Deutschland gefundene Meteorit“ bezeichnet. Es handelt sich zumindest um den schwersten und größten Meteoriten von dem Material vorhanden bzw. erhalten ist. Bereits 1802 wurde bei Mötsch im Eifelkreis Bitburg-Prüm ein 1,5 Tonnen schwerer Oktaedrit aufgefunden und zu Hüttengut verarbeitet. Der Meteorit „Bitburg“ gilt als der schwerste Fund eines Meteoriten in Deutschland. Erst nach zwölf Jahre als sein Material für Schmiedearbeiten verwendet wurde, erkannte man ihn als Meteoriten und sicherte Reste des Eisens, die zur Schmelze nicht geeignet waren. Im Naturkundemuseum der Humboldt-Universität Berlin werde noch 200 Gramm Restmaterial verwahrt. 1833 wurde der Rittersgrüner Meteorit in Ehrenzipfel bei Rittersgrün mit einem Gewicht von 85 kg gefunden.